# 朱友垓
蜀定王朱友垓（1419年—1463年），明朝第五代蜀王，和王朱悅𤉎嫡長子。
他在天順七年（1463年）襲封蜀王。他在位不足一年。同年朱友垓去世，一年後的天順八年（1464年）其子懷王朱申鈘嗣位。